# Spectrum Center
Das Spectrum Center ist eine Mehrzweckhalle in der US-amerikanischen Stadt Charlotte im Bundesstaat North Carolina. Sie wird als Spielstätte der Charlotte Hornets aus der National Basketball Association (NBA) genutzt. Des Weiteren finden verschiedenste Veranstaltungen und Konzerte statt. Die Halle wurde im Oktober 2005 mit einem Konzert der Rolling Stones eröffnet. Das erste Heimspiel der damaligen Charlotte Bobcats fand am 5. November 2005 statt. Die Arena gehört der Stadt Charlotte und wird von den Hornets über die Hornets Sports & Entertainment betrieben.

## Geschichte
Die Arena wurde 2005 als Charlotte Bobcats Arena eröffnet. Am 8. April 2008 wurde bekanntgegeben, dass Time Warner Cable, der größte Kabelfernsehanbieter der Stadt, Namenssponsor der Arena wird. Der Vertrag enthielt ebenfalls die Fernsehrechte. Im Mai 2016 wurde Time Warner Cable von Charter Communications übernommen. Mit der Übernahme erhielt auch die Arena der Hornets zur Saison 2016/17 einen neuen Namen. Die Halle trägt seitdem die Bezeichnung Spectrum Center, nach der digitalen Marke von Charter Communications.
Die Zuschauerkapazität beträgt 19.026 bei NBA-Spiele, kann jedoch auf 20.200 erweitert werden für College-Spiele oder NBA-Playoff-Spiele. Ebenfalls in der Arena spielten die Charlotte Checkers, ein Eishockey-Team der Minor-League, das in der ECHL aktiv war. Von 2010 bis 2015 trug ein gleichnamiges Team aus der American Hockey League seine Heimspiele in der Arena aus. Wenn die Checkers spielten, wurde die Zuschauerkapazität auf 14.100 reduziert und die Spielstätte als St. Lawrence Homes Home Ice at Time Warner Cable Arena bezeichnet. 
Des Weiteren finden im Spectrum Center u. a. Familienshows, Zirkus, Rodeos, Monstertruckrennen, Ausstellungen, Messen sowie politische und religiöse Versammlungen statt. Anfang September 2012 wurde in der Arena die Democratic National Convention abgehalten. Die NBA hat die Halle als Austragungsort für das NBA All-Star Game 2019 ausgewählt.
Im Juni 2022 stimmte der Stadtrat von Charlotte mit 10:1 für eine Renovierung der Arena für 173 Mio. US-Dollar (rund 165 Mio. Euro). Hinzu kommen weitere Maßnahmen für 42 Mio. US-Dollar für den Verbleib der Hornets in der Halle bis in das Jahr 2045. Der bisherige Mietvertrag lief bis 2030. Mit der Zustimmung der Stadt zum Projekt verlängerte sich der Vertrag. Im Monat zuvor stellte die Stadt Charlotte einen Umbauplan für 215 Mio. US-Dollar für die Arena und 60 Mio. US-Dollar zur Entwicklung einer neuen Trainingseinrichtung der Hornets vor. Mit der neuen Vereinbarung zahlt das Basketballfranchise ab 2030 jährlich zwei Millionen US-Dollar Miete und ab 2024 1,1 Millionen US-Dollar an Kapitalinvestitionen. Charlotte verpflichtet sich vertraglich die 173 Mio. US-Dollar bereitzustellen. Die Gelder stammen aus Tourismusfonds.
Am 20. Mai 2024 begannen die Umbauarbeiten, mit dem ersten symbolischen Spatenstich, die über zwei Jahre ablaufen sollen. Aufgrund der Renovierungsarbeiten bleibt das Spectrum Center 2024 und 2025 in den Monaten Mai bis September geschlossen.

## Galerie

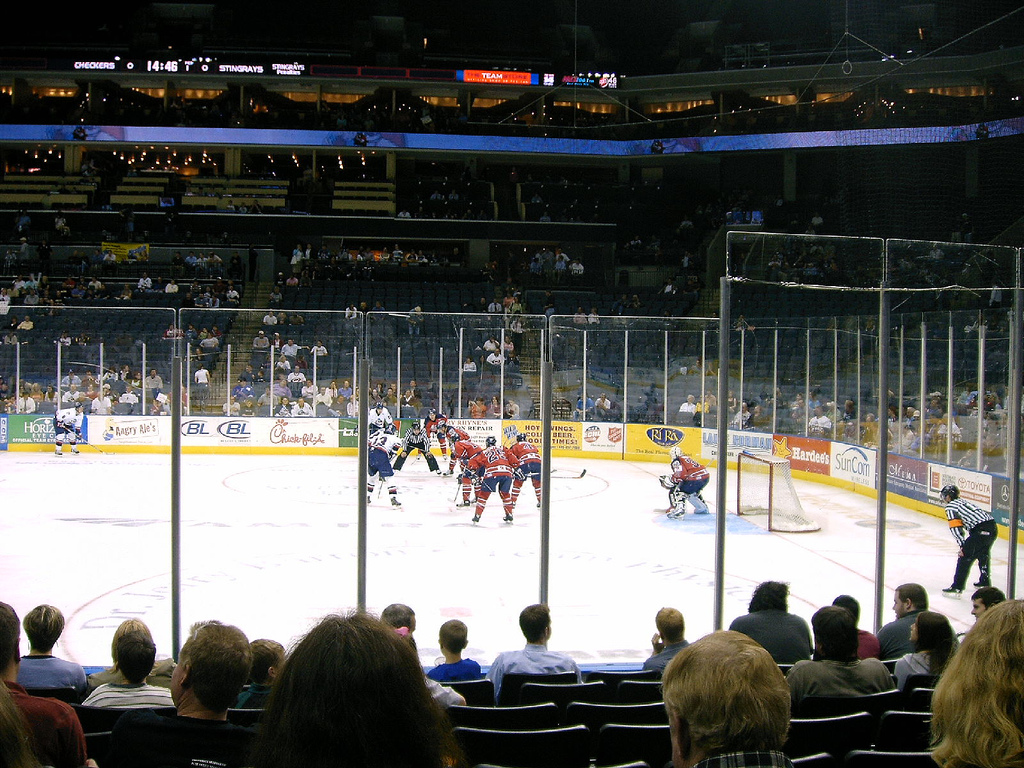
Innenansicht bei einem Eishockeyspiel der Charlotte Checkers (2006)
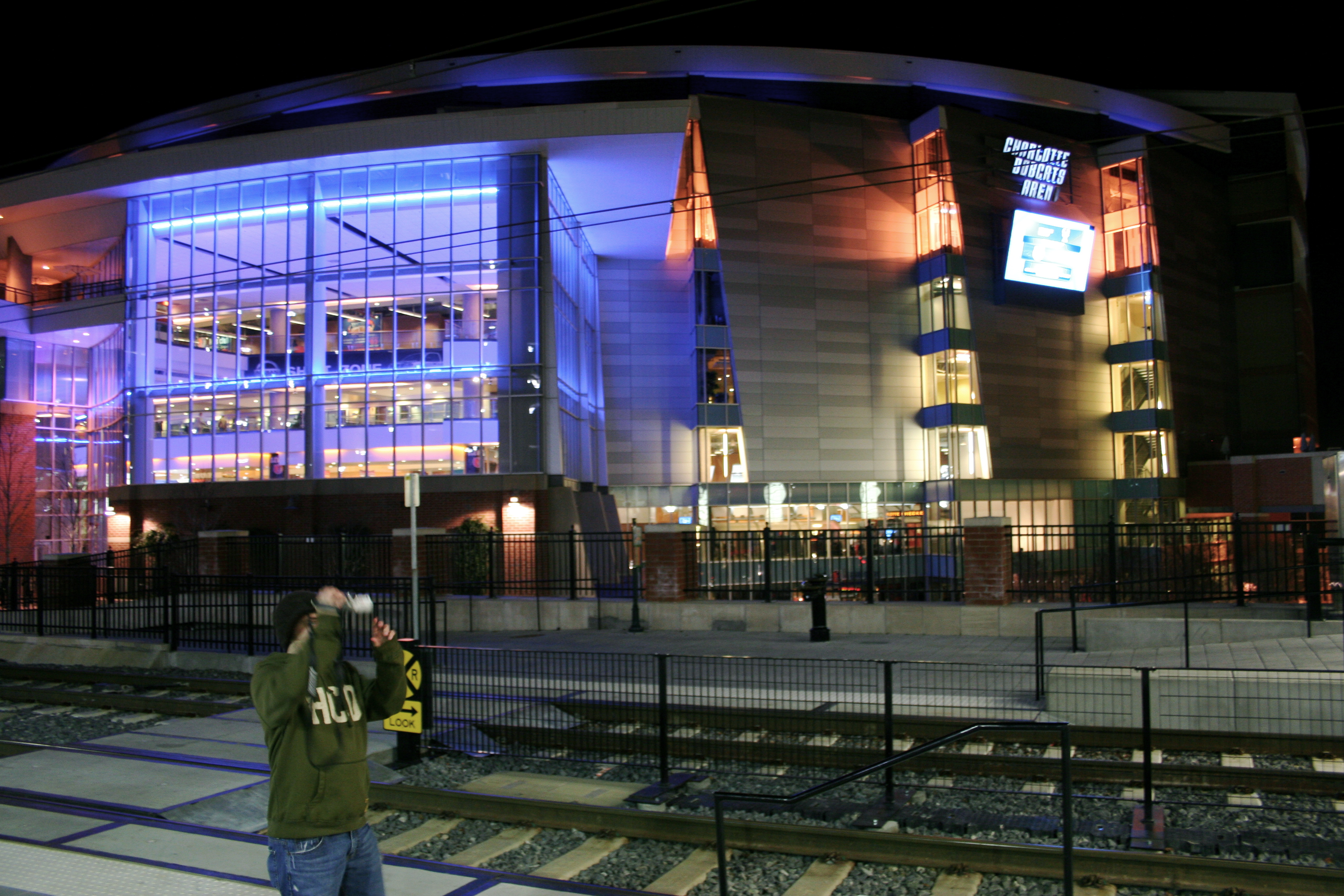
Außenansicht bei Nacht (2008)
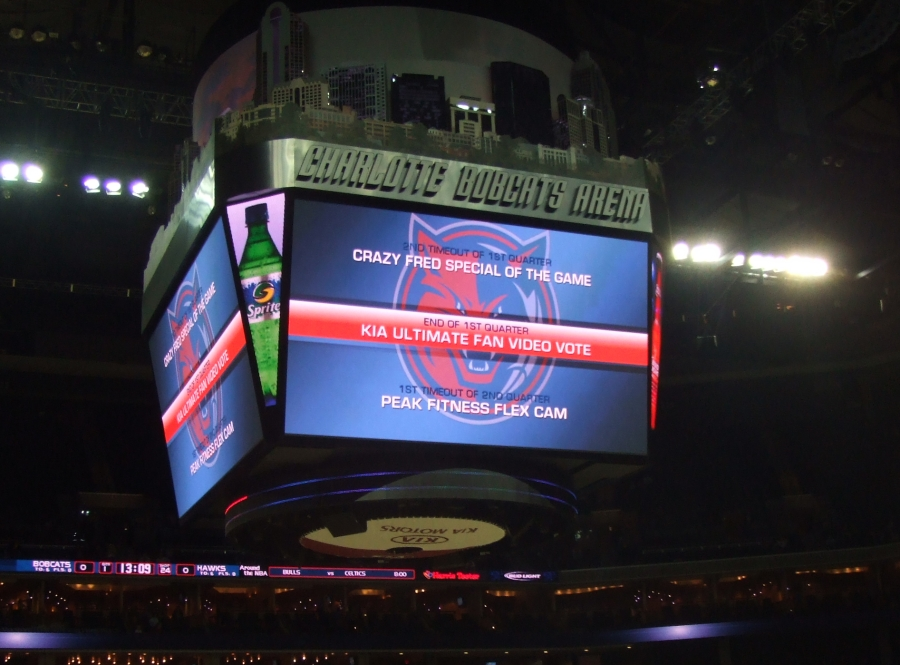
Der Videowürfel der Time Warner Cable Arena (2008)
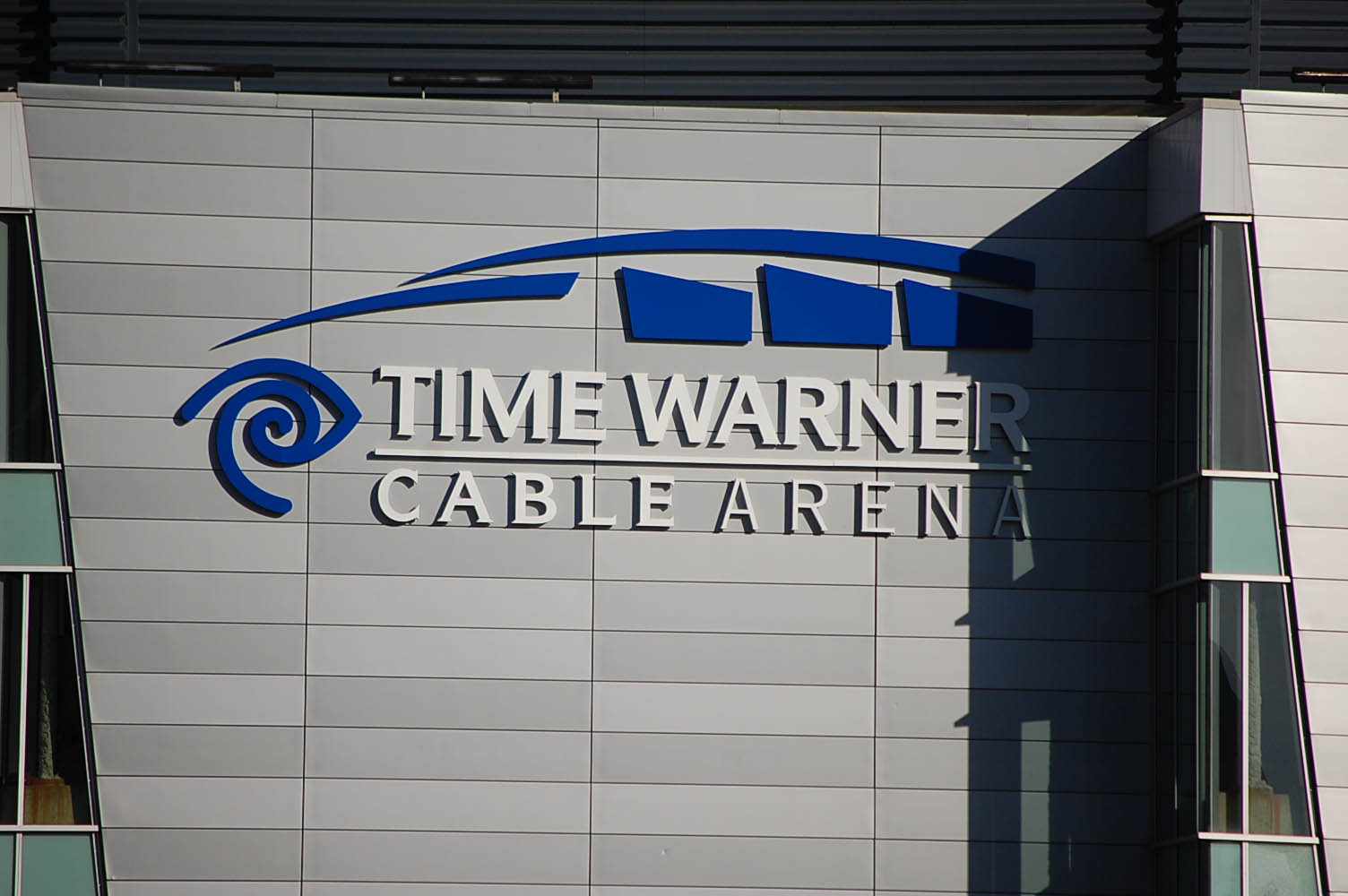
Altes Logo der Arena an der Fassade (2011)
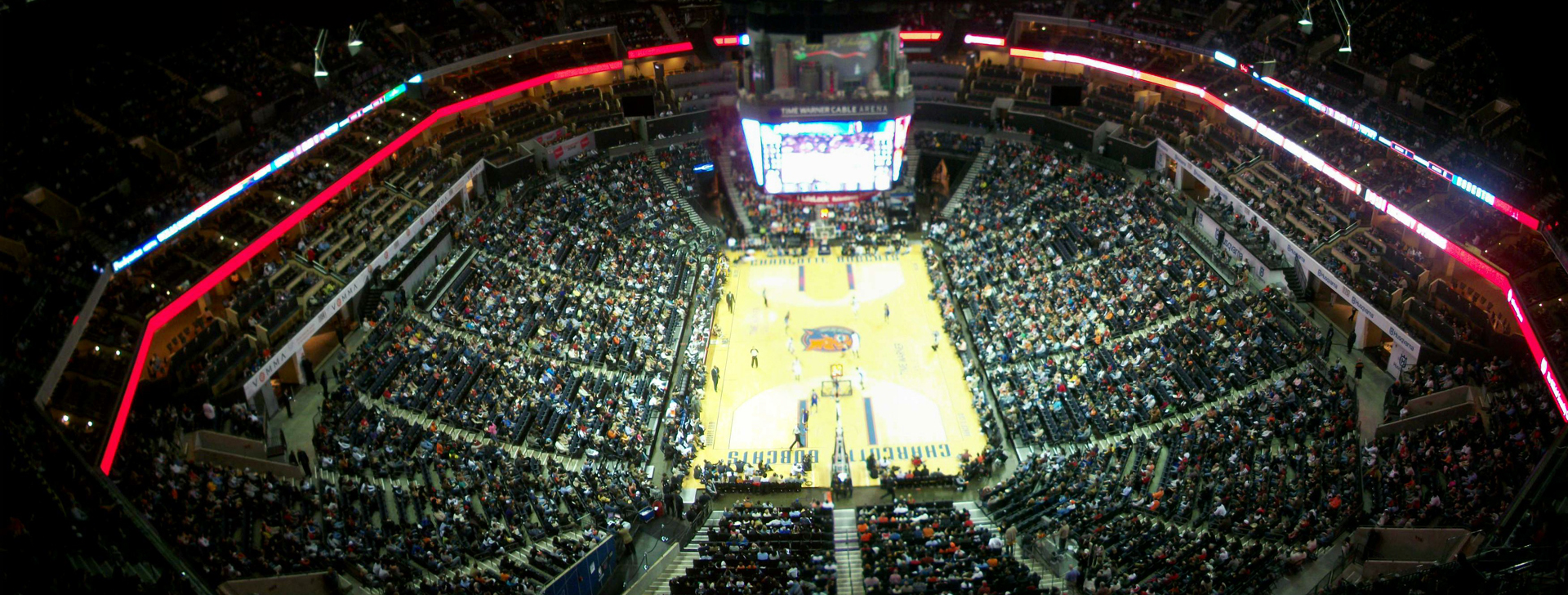
Innenraumpanorama bei einem Spiel der Bobcats (2011)